# Bruce Point
Der Bruce Point ist eine felsige Landspitze an der Scott-Küste des ostantarktischen Viktorialands. Sie liegt am Südufer der Charcot Cove. 
Teilnehmer der Discovery-Expedition (1901–1904) unter der Leitung des britischen Polarforschers Robert Falcon Scott entdeckten sie. Scott benannte sie nach dem schottischen Polarforscher William Speirs Bruce (1867–1921), dem Leiter der Scottish National Antarctic Expedition (1902–1904). 